# Браћа Русо
Ентони Русо (енгл. Anthony Russo; Кливленд, 3. фебруар 1970) и Џозеф Русо (енгл. Joseph Russo; Кливленд, 18. јул 1971), амерички су редитељи, продуценти и сценаристи. Већину својих радова режирају заједно.
Познати су по режирању четири филма у Марвеловом филмском универзуму (МФУ): Капетан Америка: Зимски војник (2014), Капетан Америка: Грађански рат (2016), Осветници: Рат бескраја (2018) и Осветници: Крај игре (2019). Крај игре је зарадио преко 2,798 милијарди долара широм света, поставши један од филмова са највећом зарадом свих времена. Такође су радили као редитељи и сценаристи на три хумористичке серије: Ометени у развоју (2003—2005), Заједница (2009—2014) и Срећни завршеци (2011—2012). Освојили су награду Еми за програм у ударном термину за свој рад на серији Ометени у развоју. Захваљујући успеху у МФУ, браћа Русо су други комерцијално најуспешнији редитељи свих времена, иза Стивена Спилберга.

## Филмографија
| Година | Српски назив                   | Изворни назив | Потписани као | Потписани као | Потписани као | Напомене    |
| Година | Српски назив                   | Изворни назив | редитељи      | сценаристи    | продуценти    | Напомене    |
| ------ | ------------------------------ | ------------- | ------------- | ------------- | ------------- | ----------- |
| 1997.  |                                |               | Да            | Да            | Да            |             |
| 2002.  | Добро дошли у Колинвуд         |               | Да            | Да            | Не            |             |
| 2006.  | Сваког госта три дана доста    |               | Да            | Не            | Не            |             |
| 2014.  | Капетан Америка: Зимски војник |               | Да            | Не            | Не            |             |
| 2016.  | Капетан Америка: Грађански рат |               | Да            | Не            | Не            |             |
| 2018.  | Осветници: Рат бескраја        |               | Да            | Не            | Не            |             |
| 2019.  | Осветници: Крај игре           |               | Да            | Не            | Не            |             |
| 2020.  | Цена спаса                     |               | Не            | Џо Русо       | Да            | приказан за |
| 2021.  | Чери                           |               | Да            | Не            | Да            | приказан за |
| 2022.  | Сиви човек                     |               | Да            | Џо Русо       | Да            | приказан за |
| 2023.  | Цена спаса 2                   |               | Не            | Џо Русо       | Да            | приказан за |
| 2026.  | Осветници: Судњи дан           |               | Да            | Не            | Не            |             |
| 2027.  | Осветници: Тајни ратови        |               | Да            | Не            | Не            |             |